# 東野利夫
東野 利夫（とうの としお、1926年 - 2021年4月13日）は、日本の医師、小説家、医学史研究家。
医学史の研究家として数々の作品を残す。日本ペンクラブに所属し、九州大学生体解剖事件（九大生体解剖事件）の目撃者として貴重な体験談を後身に示した。

## 経歴
- 1926年 - 福岡県生まれ。
- 1950年 - 九州大学医学部附属医学専門部卒業、九州大学医学部産婦人科学教室に入局[1]。
- 1958年 - 福岡市内で産婦人科医院・東野産婦人科を開業。
- 1960年 - 九州大学より博士号取得。
- 1984年 - 北川晃二・、北田倫とともに同人誌『西域』創刊（1995年終刊）。
- 2008年11月29日 - 九州大学医学部構内において開催された日本生命倫理学会第20回年次大会で「いわゆる『九大生体解剖事件』の真相と歴史的教訓」を講演した。
- 2021年4月13日 - 肺炎のため福岡市内の病院で死去[2]。95歳没。

## 著作
- 『汚名：「九大生体解剖事件」の真相』文藝春秋社、1979年
- 『赤ちゃんが一番ほしがっているもの：これからの母親の育児法』桐原書店、1986年
- 『南蛮医アルメイダ：戦国日本を行きぬいたポルトガル人』精興社、1993年、ISBN 4-7601-0908-0（福岡市文学賞受賞）
- 『あなたもできる自然分娩：マタニティ・ヨーガと新しい育児』柏書房、1996年、ISBN 4-7601-1383-5
- 『戦争とは敵も味方もなく、悲惨と愚劣以外の何物でもない』自費出版、2017年
  - 『東京新聞』2018年1月21日付朝刊にインタビュー記事